# B·N·劳
贝内格尔·拉马劳（罗马化：Sir Benegal Narsing Rau，1887年2月26日—1953年11月30日），是印度法学家、外交官和政治家。他是1946年制宪议会的宪法顾问，负责制定宪法民主框架的总纲部分，他也因其在《印度宪法》起草中发挥的关键作用而闻名。他于1950年至1952年期间担任印度常驻联合国代表，并被选为1950年6月的安理会主席；1952年卸任联合国代表职务后，拉马劳旋即当选为国际法院法官，他于1953年在法官任内病逝。